# Castlehaven GAA
Il Castlehaven GAA è un club GAA di calcio gaelico, che gioca nella contea di Cork, Irlanda. La sede, così come il terreno di gioco, sono situati a Skibbereen. Il club prende parte alle competizioni organizzate dal Cork County Board e dal sottocampionato di Carbery GAA. Nonostante la scarsa popolazione del villaggio, il club si è distinto per buoni risultati a livello provinciale e di contea.

## Calcio gaelico

### Palmarès
- Munster Senior Club Football Championships: 3
  - 1989, 1994, 1997
- Cork Senior Football Championships: 3
  - 1989, 1994, 2003 Runner-Up 1979, 1997, 2011
- Cork Intermediate Football Championship 1
  - 1978 Runners-Up 1977
- Cork Junior Football Championship 1
  - 1976
- Cork Minor A Football Championship 0
  - Runners-Up 2004
- Cork Under-21 Football Championship 5
  - 1981, 1983, 1998, 2007, 2010
- West Cork Junior Football Championship 2
  - 1973, 1976
- West Cork Junior B Football Championship 2
  - 1944, 1969
- West Cork Junior C Football Championship 1
  - 2003
- West Cork Minor A Football Championship 1
  - 2001 Runner-Up 2005
- West Cork Minor B Football Championship 6
  - 1971, 1977, 1978, 1980, 1982, 1986 Beaten finalists 1974, 1983, 1987
- West Cork Under-21 A Football Championship 7
  - 1980, 1981, 1982, 1983, 1998, 2007, 2010 Beaten finalists 1972, 1975, 1976, 1977, 1979, 1984, 1987, 1996, 2002, 2008, 2012[1]